# Club Run
Campagnes d'Afrique, du Moyen-Orient et de Méditerranée (1940-1945)
Batailles
1940
- Vado
- Siège de Malte
- Club Run
- Convoi Espero
- Mers el-Kébir
- Punta Stilo
- Cap Spada
- Hurry
- Cap Passero
- MB.8
- Tarente
- Détroit d'Otrante
- White
- Cap Teulada

1941
- Excess
- Convoi AN 14
- Grog
- Abstention
- Baie de La Sude
- Cap Matapan
- Îles Kerkennah
- Crète
- Galite
- Substance
- Halberd
- Convoi Duisburg
- Cap Bon
- Syrte (1941)
- Rade d'Alexandrie

1942
- Syrte (1942)
- Calendar
- Bowery
- Albumen
- Harpoon
- Vigorous
- Pedestal
- Agreement
- Torch
- Stoneage
- Sabordage de la flotte française à Toulon
- Portcullis
- Banc de Skerki
- Olterra (navire auxiliaire)
- Raid sur Alger

1943
- Zouara
- Convoi de Cigno
- Convoi de Campobasso
- Corkscrew
- Husky
- Gela
- Scylla
- Pietracorbara
- Dodécanèse
  - Rhodes
  - Leros
  - Kos
- Convoi KMF-25A

1944
- Ist
- Raid sur Santorin
- Raid sur Symi
- Port-Cros
- La Ciotat
- Île de Pag

1945
Mer Ligure
- Convois alliés
  - convois de Malte
- Campagne des U-boote
- Campagne adriatique

Les Club Run était un nom informel donné aux opérations de transport de Gibraltar à Malte pendant le Siège de Malte pendant la Campagne de Méditerranée de la Seconde Guerre mondiale, d'août 1940 à octobre 1942.
Malte se trouvant à mi-chemin entre Gibraltar et Alexandrie était le seul port contrôlé par les forces britanniques dans la mer Méditerranée. Malte avait des quais, des installations de réparation, des réserves et des magasins, qui avaient été construits depuis la cession de l'île à la Grande-Bretagne en 1814. Elle était devenue un important relais aérien et une base de reconnaissance aérienne au-dessus de la Méditerranée centrale. Les forces de l'Axe ont fait plusieurs tentatives de 1941 à 1942 pour forcer les autorités militaires britanniques sur l'île à se rendre ou pour détruire son efficacité en tant que base militaire. L'île était une base avancée à partir de laquelle les fournitures de l'Axe à leurs armées nord-africaines pouvaient être attaquées. C'est par l'importance de Malte que la Grande-Bretagne y a réaffecté les avions de combat nécessaires à cet engagement.

## Dispositif
Les missions ont été couvertes par la Force H, basée à Gibraltar (appelée The Club), composée du croiseur de bataille HMS Renown, du porte-avions HMS Ark Royal, du croiseur léger HMS Sheffield et des destroyers de classe E et F de la 8e flottille. Ses opérations méditerranéennes ont été appelées Club Run. La Force H était considérée comme un club exclusif de navires de guerre les plus efficaces de la Royal Navy.

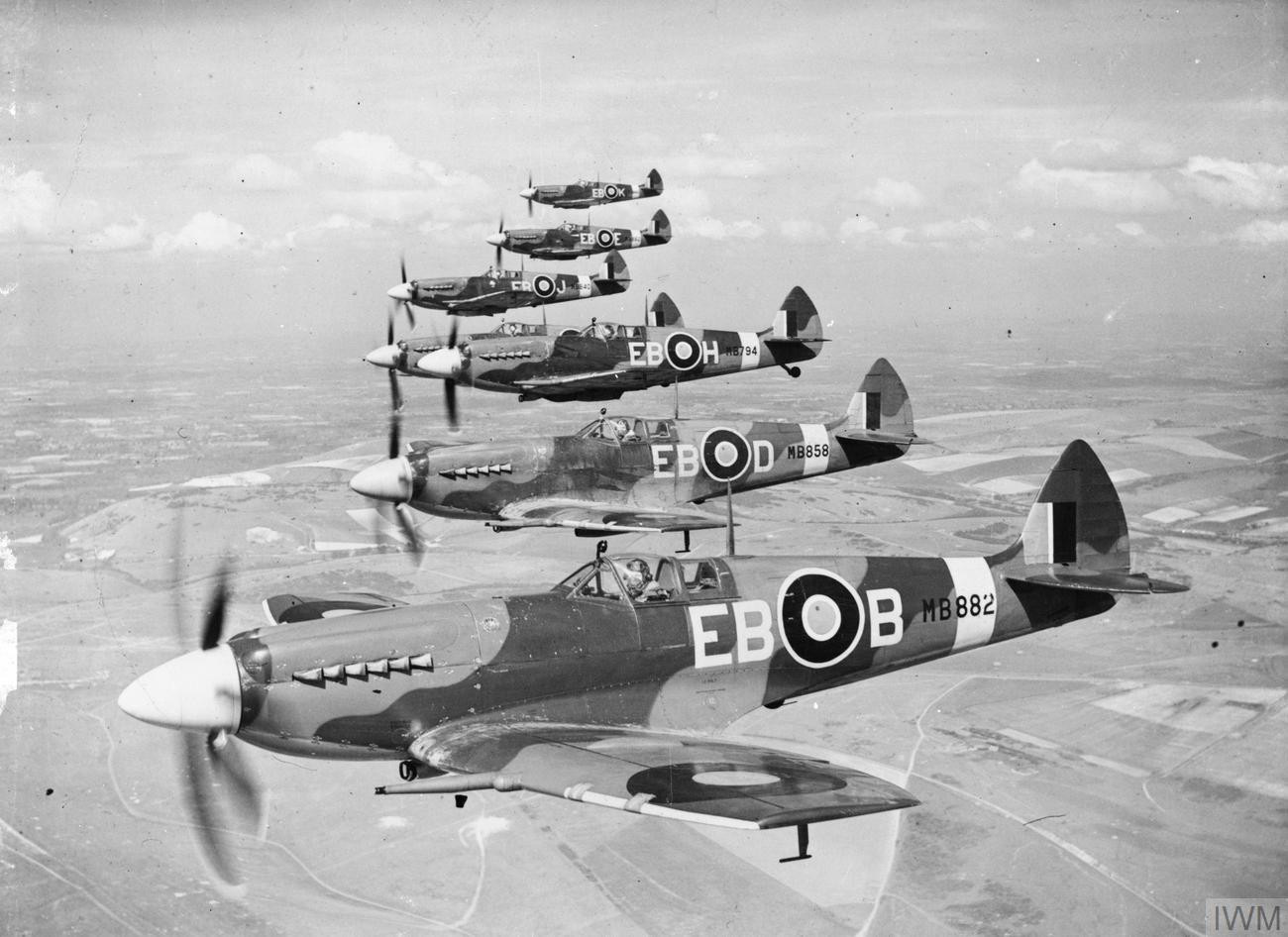
Spitfire

Les défenses aériennes de Malte étaient essentielles et les renforts et remplacements d'aéronefs étaient un besoin constant. Des chasseurs (Hawker Hurricane et Supermarine Spitfire ) et des bombardiers torpilleurs (Fairey Swordfish, Fairey Albacore et Fairey Fulmar) étaient nécessaires, mais ils n'avaient pas la portée nécessaire pour voler directement depuis la base britannique de Gibraltar. La solution était que les porte-avions se déplacent à portée pour que les chasseurs puissent décoller et atterrir sur un aérodrome maltais.
Les forces aériennes de l'Axe ont développé des mesures pour contrer les Club Run, attaquant les avions en transit et les bombardant au sol avant qu'ils ne puissent être armés et ravitaillés. Quarante des Spitfire livrés par le porte-avions de l'United States Navy USS Wasp (Opération Calendar) ont été détruits au sol, mais dans l'opération suivante (Opération Bowery), la Luftwaffe a été déjouée et les chasseurs britanniques ont décollé sans dommage.

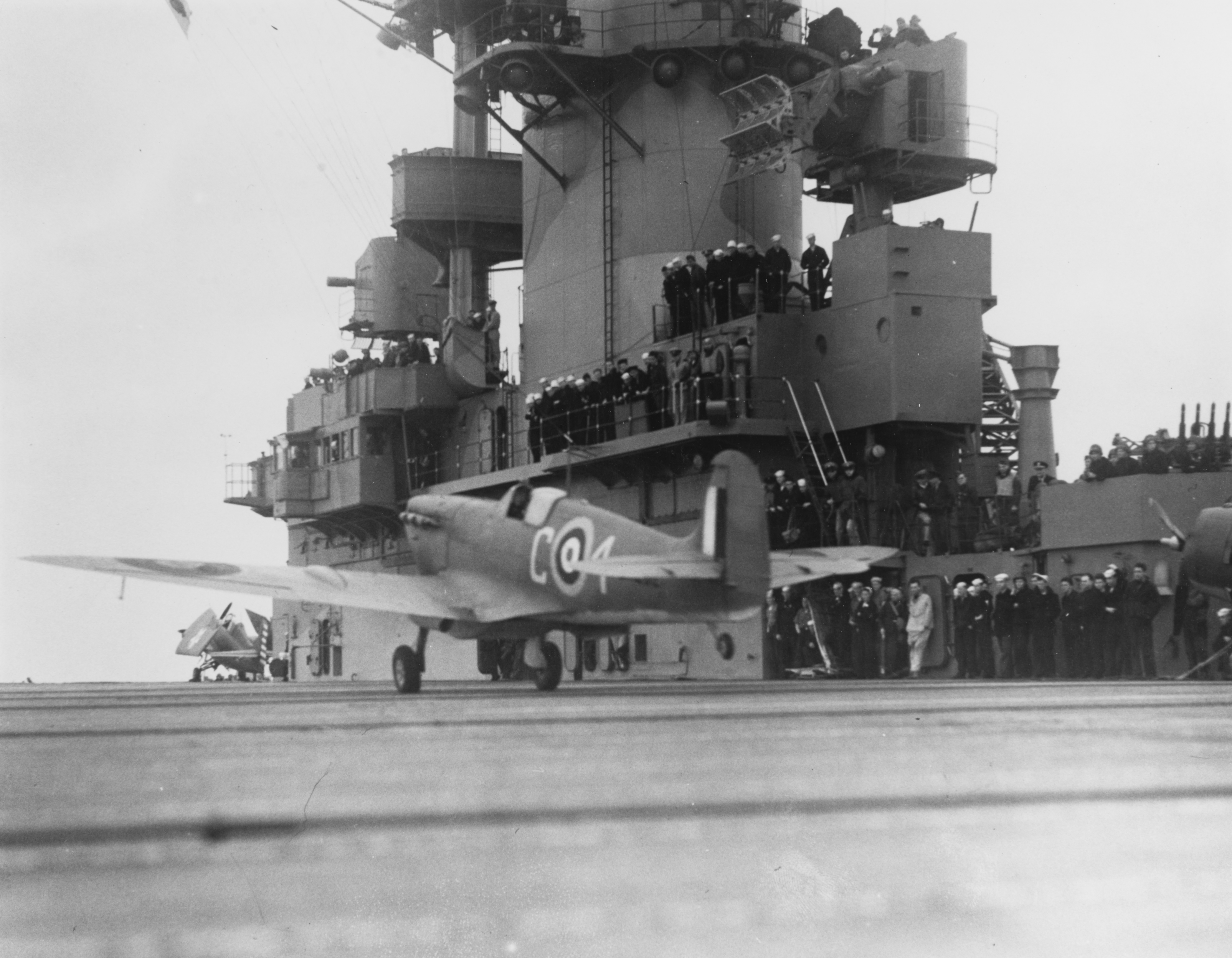
Spitfire décolle de l' USS Wasp

À leur tour, les transporteurs sont devenus des cibles de choix et ont nécessité des opérations plus fortement protégées et complexes pour assurer leur succès. Malgré cela, le porte-avions britannique Ark Royal a été coulé et le porte-avions américain Wasp a dû être prêté pour les Club Run en avril et mai 1942. Les pertes d'avions au-dessus de Malte étaient telles que le ravitaillement du Club Run est devenu un convoyeur constant d'avions transportés à Gibraltar, où ont été transférés à des transporteurs pour s'envoler tandis que d'autres étaient transportés de Grande-Bretagne. Une capacité supplémentaire a été créée en transportant des avions dans des caisses et en les assemblant à Gibraltar ou à bord des transporteurs. De cette façon, un trajet en ferry depuis la Grande-Bretagne fournirait suffisamment d'avions pour deux opérations de décollage.
À partir du début de 1942, les Spitfire devinrent nécessaires pour contrer les chasseurs allemands plus modernes qui surclassaient les Hurricanes, robustes mais dépassés. À plusieurs reprises, il y eut des défauts avec les réservoirs de carburant externes nécessaires pour donner l'autonomie requise. En conséquence, deux Club Run furent interrompus puis répétés après retour pour modifications à Gibraltar. L'Opération Calendar a livré des avions mal préparés qui ont été la proie des bombardements sur Malte et les 64 Spitfire de l'Opération Bowery ont nécessité des adaptations aux réservoirs de carburant externes à bord du Wasp.
À partir d'octobre 1942, des Spitfires adaptés avec des réservoirs de carburant internes et externes supplémentaires et la plupart de leurs armements retirés étaient capables de voler sur les 1 800 km de Gibraltar à Malte, ce qui rendit le Club Run inutiles.

## Liste des missionsClub Run
| Mois            | Code                   | Résultat |
| --------------- | ---------------------- | --- |
| Août 1940       | Opération Hurry        | 12 Hawker Hurricane décollent de le l'HMS Argus |
| Novembre 1940   | Opération Coat         | 3 Fairey Fulmar décollent de l'HMS Ark Royal à destination de l'HMS Illustrious                                                                                       |
| Novembre 1940   | Opération White        | 12 Hawker Hurricane et 2 Blackburn B-24 Skua décollent du HMS Argus (8 Hurricanes perdus après le lancement en raison d'une panne de carburant en vol, 1 Skua abattu) |
| Avril 1941      | Opération Winch        | 12 Hurricane Mk.II décollent du HMS Ark Royal |
| Avril 1941      | Opération Dunlop       | 22 Hurricane décollent du HMS Ark Royal |
| Mai 1941        | Opération Splice       | 48 Hurricane Mk.II décollent du HMS Ark Royal et du HMS Furious |
| Juin 1941       | Opération Rocket       | 35 Hurricane Mk.II décollent du HMS Ark Royal et du HMS Furious |
| Juin 1941       | Opération Tracer       | 47 Hurricane décollent du HMS Ark Royal et du HMS Victorious |
| Juin 1941       | Opération Railway I    | 22 Hurricane décollent du HMS Ark Royal |
| Juin 1941       | Opération Railway II   | 35 Hurricane décollent du HMS Ark Royal et du HMS Furious (7 non envolés en raison d'un accident de pont)                                                             |
| Septembre 1941  | Opération Status I     | 26 Hurricane décollent du HMS Ark Royal |
| Septembre 1941  | Opération Status II    | 46 Hurricane décollent du HMS Ark Royal et du HMS Furious |
| 18 octobre 1941 | Opération Call Boy     | 11 Fairey Albacore et 2 Fairey Swordfish décollent du HMS Ark Royal (1 Swordfish perdu)                                                                               |
| Novembre 1941   | Opération Perpetual I  | 37 Hurricane décollent du HMS Ark Royal et du HMS Argus (10-12 novembre 1941)                                                                                         |
| Novembre 1941   | Opération Perpetual II | Mission annulée en raison du naufrage de l' Ark Royal par l'U-81 le 13 novembre 1941                                                                                  |
| Février 1942    | Opération Spotter I    | 15 Supermarine Spitfire sur l'HMS Eagle Mission abandonnée en raison de problèmes de réservoir auxiliaire des Spitfire. Il revient à Gibraltar le 28 février 1942     |
| Mars 1942       | Opération Spotter II   | 15 Supermarine Spitfire (réparé de la mission précédente) décollent du HMS Eagle le 7 mars                                                                            |
| Mars 1942       | Opération Picket I     | 9 Spitfire sur HMS Eagle Mission abandonné en raison d'un nouveau problème avec les réservoirs auxiliaires                                                            |
| Mars 1942       | Opération Picket II    | 7 Spitfire décollent du HMS Eagle et du HMS Argus , 6 Fairey Albacore bloqués sur HMS Argus                                                                           |
| Avril 1942      | Opération Calendar     | 48 Spitfire décollent de l'USS Wasp (la plupart ont ensuite été détruits par des bombardements sur l'aérodrome de Malte)                                              |
| Mai 1942        | Opération Bowery       | 64 Spitfire décollent de l' USS Wasp et du HMS Eagle (3 perdues en vol)                                                                                               |
| Mai 1942        | Opération LB           | 17 Spitfire décollent du HMS Eagle, 6 Albacore bloqués avant le décollage                                                                                             |
| Juin 1942       | Opération Style        | 32 Spitfire décollent du HMS Eagle (28 sont arrivés sains et saufs, 4 abattus pendant le vol de transfert à Malte)                                                    |
| Juin 1942       | Opération Salient      | 32 Spitfire décollent du HMS Eagle |
| Juin 1942       | Opération Pinpoint     | 31 Spitfire décollent du HMS Eagle |
| Juillet 1942    | Opération Insect       | 28 Spitfire décollent du HMS Eagle |
| Août 1942       | Opération Bellows      | 39 Spitfire décollent du HMS Furious |
| Août 1942       | Opération Baritone     | 32 Spitfire décollent du HMS Furious |
| Octobre 1942    | Opération Train        | 29 Spitfire décollent du HMS Furious |